# Matías Vitkieviez
Matías Vitkieviez, né le 16 mai 1985 à Montevideo, en Uruguay, est un footballeur suisse d'origine uruguayenne jouant dans le club du FC Veyrier Sports

## Biographie
Matías Vitkieviez commence sa carrière en 2003 dans le club français du CS Louhans-Cuiseaux. Il part ensuite dans l'équipe B de l’EA Guingamp.
Revenu en Suisse, il joue dans la ville qui l'a accueillie quand il était petit : Genève. Après une saison passée à l'Étoile Carouge, il rejoint le club de deuxième division suisse, le Servette FC.
Il reste six saisons dans le deuxième club le plus titré de Suisse et fête, en battant l'AC Bellinzone en barrage au terme de la saison 2010-2011, la promotion en première division.
En janvier 2012, alors qu’il est meilleur buteur du club genevois, il rejoint les Young Boys de Berne. Pour son premier match dans le club bernois, il inscrit un doublé contre ses anciens coéquipiers genevois.
Le 10 janvier 2013, il revient dans le club qui l'a fait connaître au grand public le Servette FC pour un prêt de 6 mois.
Il est appelé pour la première fois en équipe nationale le 29 février 2012. Il entre en jeu à la 86e minute pour remplacer Eren Derdiyok.